# La Main coupée (film, 1910)
La Main coupée est un film muet français réalisé par Jean Durand et sorti en 1910.

## Fiche technique
- Réalisation : Jean Durand
- Scénario : Joë Hamman
- Société de production : Lux Compagnie Cinématographique de France
- Pays : France
- Format : Muet - Noir et blanc - 1,33:1 - 35 mm
- Métrage : 293 m
- Genre : Western
- Date de sortie : 
  -  France - 1910

## Distribution
- Joë Hamman
- Gaston Modot